# Capo Bojador

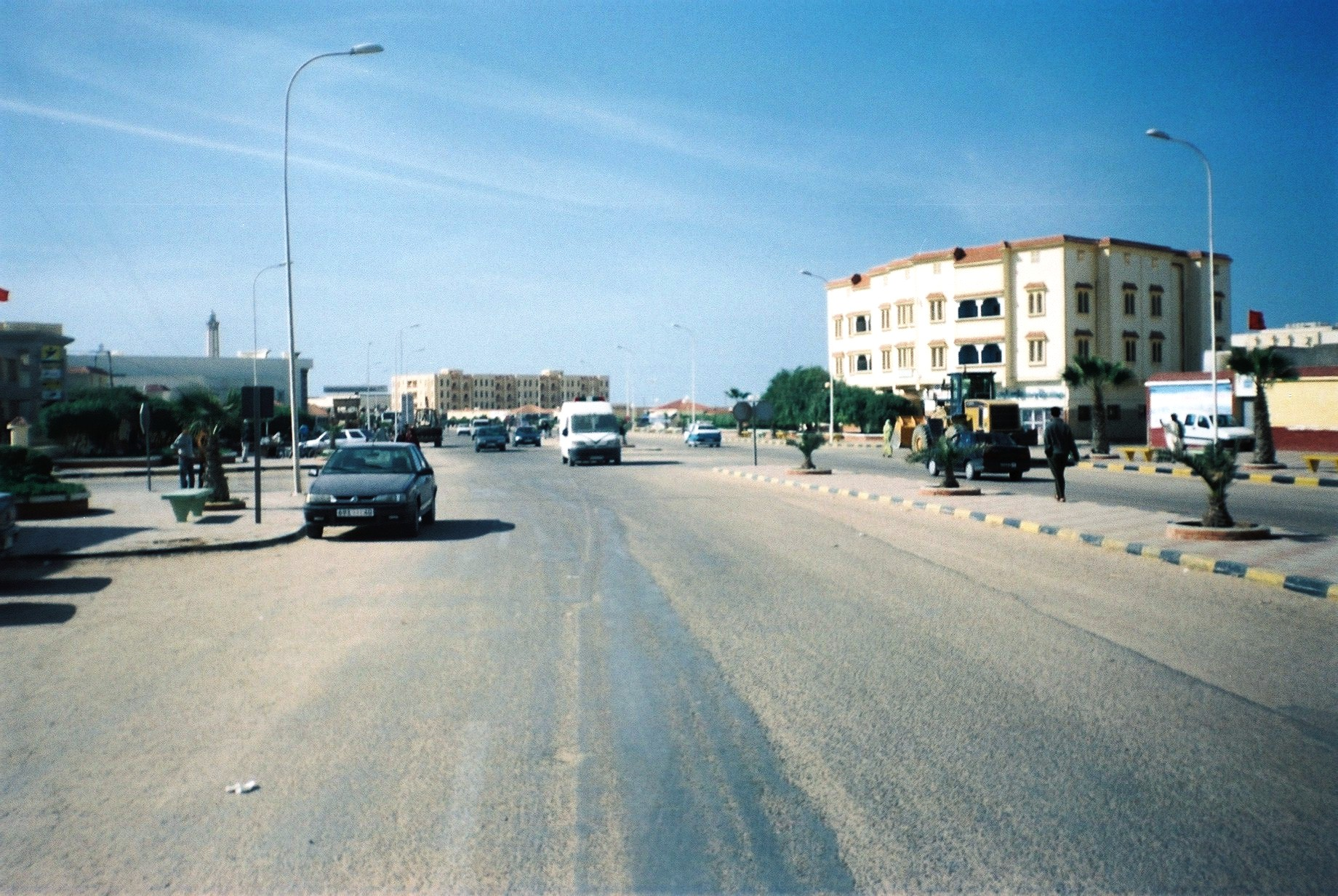
Capo Bojador

Il capo Bojador (in arabo رأس بوجادور‎?, traslitt. Ra's Būjādūr; in spagnolo e portoghese cabo Bojador; in francese cap Boujdour) è un capo sulla costa settentrionale del Sahara Occidentale.

## La localizzazione del capo
Il capo Bojador è situato nella parte settentrionale del Sahara occidentale e divide le regioni di Saguia el Hamra a nord e del Río de Oro a sud. A poca distanza da esso è sorta la città di Bojador, sviluppatasi vicino ad un antico villaggio di pescatori e nata praticamente in concomitanza dell'abbandono della occupazione spagnola. La punta del capo delimita una baia ad est che è un porto naturale. Sulle carte nautiche viene identificato col primo nome portoghese: Cabo Bojador. Il capo non è evidente nelle mappe ed è a poca distanza, 220 chilometri, da Fuerteventura nelle isole Canarie.

## Il capo nella storia
Fin dall'antichità la zona di capo Bojador fu considerata un tratto di costa di difficile navigazione: in arabo il capo è anche chiamato Abū Khaṭar, ossia "padre del pericolo". La sparizione di molte navi europee creò diversi miti, come la presenza di mostri marini e l'impossibilità di superare il capo verso sud. Il primo navigatore europeo moderno a superarlo fu il portoghese Gil Eanes nel 1434, sotto gli auspici del principe Enrico il Navigatore. Prima del passaggio di Eanes il capo veniva considerato la fine del mondo occidentale conosciuto. Si ha notizia di tentativi precedenti a quello di Eanes, compiuti dai fratelli italiani Ugolino e Vadino Vivaldi (1291) e dal catalano Jaume Ferrer (1346). Di questi tentativi non si ha notizia del loro successo, eventualmente tenuto segreto, o insuccesso. Del successo della spedizione di Eanes dà conto un autore a lui quasi contemporaneo, Gomes Eanes de Zurara, nella sua Crónica dos Feitos da Guiné, redatta nel 1453. Secondo lo storico Damião Peres erano stati compiuti ben quindici tentativi fallimentari prima di questo.
Eanes fissò una rotta per superare il capo che divenne il mezzo per i successivi navigatori per raggiungere mete lontane come l'India, dopo la circumnavigazione dell'Africa. La particolare conformazione dell'area marina e le correnti portarono alla distruzione di numerosi vascelli europei e alla nascita delle leggende. In questa fase la costa a sud e la baia divennero rapidamente importanti per i commercianti portoghesi che trasportarono i primi schiavi a Lisbona in quegli anni. Il mito del Cabo Bojador e la sua importanza per il Portogallo furono descritti da Fernando Pessoa in una stanza del poema Mar Português, inserito nel libro Mensagem. Pessoa scrisse:

### Significato storico
La ragione della preoccupante reputazione del capo è poco evidente dalle mappe: circa venti chilometri a nord est del capo c'è un falso capo Bojador che è formato da alte dune di sabbia con una secca rocciosa, profonda in alcuni punti meno di cinque metri e che si estende per cinque chilometri a nord del capo. Un altro blocco roccioso ad una profondità di otto metri è a circa tre chilometri ad ovest del capo. La costa fra il capo falso e quello vero, lunga quasi venti chilometri, è sabbiosa con la presenza di numerose rocce. Questa struttura della zona, associata al mutare veloce dei venti, creava a chi si muoveva in una ottica di cabotaggio un passaggio estremamente difficile. Così difficile che i marinai di quel tempo si rifugiarono nel credere a eventi soprannaturali.

### Il capo nei tempi moderni
Nel 1884 la Spagna dichiarò la zona costiera del capo come protettorato. assieme a tutta la zona che divenne la costa del Sahara Spagnolo esclusa la piccola porzione de La Guera che incorporò pochi anni dopo un accordo con i francesi. Fino al 1975 il capo rimase sotto controllo spagnolo e poi seguì la tragica storia legata alla guerra per il possesso del territorio fra Polisario e Marocco fino alla tregua del 1991